# Сидорів (гміна)
Гміна Сидорів — сільська гміна у Копичинецькому повіті Тернопільського воєводства Другої Речі Посполитої. Адміністративним центром гміни було село Сидорів.
Гміна утворена 1 серпня 1934 року в рамках нового закону про самоврядування (23 березня 1933 року).
Площа гміни — 86,21 км²

Кількість житлових будинків — 1661

Кількість мешканців — 7683
Гміну створено на основі давніших сільських гмін: Коцюбинчики, Кривеньке, Сокиринці, Сидорів, Шидлівці, Васильківці, Зелене,.